# Rosso (Senegal)
Rosso (Senegal), das eingeklammerte Unterscheidungsmerkmal ist auch Bestandteil der offiziell verwendeten Schreibweise, ist eine Stadt im Département Dagana in der Region Saint-Louis, gelegen im Norden des Senegal. Die Stadt ist der wichtigste Grenzübergang zu Mauretanien.

## Geographische Lage
Rosso (Senegal) liegt am Unterlauf des in westliche Richtung mäandrierenden Senegal-Stroms, der die Grenze zum nördlichen Nachbarland Mauretanien bildet. Vor dem Bau des Diama-Damms machte sich weit über Rosso hinaus der Einfluss der Gezeiten und von Meerwasser durch regelmäßiges Steigen und Fallen des Pegelstands im Strom bemerkbar.
Am nördlichen Ufer des hier rund 450 Meter breiten Senegal liegt gegenüber von Rosso die mehr als doppelt so große Nachbarstadt Rosso (Mauretanien). 14 Kilometer südlich von Rosso liegt der für die Wasserversorgung der Metropolregion Dakar wichtige Lac de Guiers.
Rosso liegt im Norden der Region Saint-Louis, 268 Kilometer nordöstlich von Dakar, 91 Kilometer nordöstlich der Regionalpräfektur Saint-Louis und 32 Kilometer westlich der Départementspräfektur Dagana. Bis zur flussaufwärts gelegenen Nachbarstadt Richard Toll sind es 14 Kilometer.

## Geschichte
Das Dorf Rosso wurde 1854 gegründet. Durch seine Lage in der Flussniederung wurde es zweimal von schweren Überschwemmungen betroffen, 1950 und 1964. Ebenfalls 1964 wurde Rosso mit der Route Nationale n°2 verbunden. Ein Jahr später wurde der Markt von Rosso eröffnet. 1966 wurde die große Moschee von Rosso eingeweiht. Und im selben Jahr wurde die Stadt durch einen Deichneubau gegen Hochwasser geschützt.
1982 wurde Rosso Hauptort einer communauté rurale und erhielt zwei Jahre später Anschluss an das elektrische Stromnetz. Die ersten Reisfelder wurden 1985 angelegt.
Während des Mauretanisch-Senegalesischen Grenzkrieges litt
Rosso unter der Schließung der Grenze. 1992 wurden die diplomatischen Beziehungen beider Länder wieder aufgenommen.
2002 erhielt Rosso-Sénégal den rechtlichen Status einer Commune (Stadt) und wurde in seinen Grenzen definiert.

## Bevölkerung
Die letzten Volkszählungen ergaben für die Stadt jeweils folgende Einwohnerzahlen:
| Jahr | Einwohner |
| ---- | --------- |
| 1988 | ...       |
| 2002 | 9.328     |
| 2013 | 15.870    |

## Verkehr
Rosso liegt einige Kilometer abseits der Nationalstraße N 2, da diese die dicht besiedelte und von unwegsamen Feuchtgebieten und Wasserläufen durchzogene Senegalniederung in der Regel meidet. Die N2 verbindet die Metropolregion Dakar mit allen Städten der Flussregionen von Saint-Louis im Westen bis Kidira im Osten des Landes.
Südlich der Stadt führt ein Abzweig der N2, die 5,9 Kilometer lange N2B, als Stichstrecke nach Rosso (Senegal). Sie führt durch die Stadt zum Senegalufer an der Rampe zur Fähre Rosso und findet am anderen Ufer Fortsetzung in der mauretanischen N2. Die N2B wird so zu einem Teilstück des Kairo-Dakar-Highways auf der Etappe von Dakar zur mauretanischen Hauptstadt Nouakchott.
Über den 18 Kilometer entfernt gelegenen Flugplatz Richard Toll ist Rosso an das nationale Luftverkehrsnetz angeschlossen.

## Wirtschaft
Haupterwerbszweige der Bevölkerung sind die Landwirtschaft, insbesondere der Anbau von Reis und Gemüse, sowie Handel, Handwerk und Fischerei. Der informelle Handel entwickelt sich vor allem aufgrund der Nähe zu Mauretanien in dem Warensegment gut, bei dem Angebot und Nachfrage von Preisunterschieden diesseits und jenseits der Grenze leben.